# بویان بلییچ
بویان بلییچ (زاده ۸ مه ۱۹۸۵)، بازیکن فوتبال اهل صربستان است که در سال ۲۰۱۱ در تیم فوتبال شهرداری تبریز بازی می‌کرد.